# Carl Philipp Nobiling
Carl Philipp Nobiling (* 20. Juni 1799 in Berlin; † 22. April 1863 ebenda) war ein deutscher Regionalpolitiker.

## Leben
Nobiling entstammte einer Berliner Färbereibesitzer-Familie. 1848 verfasste er in seiner damaligen Position als (konservativer) Berliner Stadtrat einen Bericht über die Ereignisse der Revolution in Berlin. Nobiling war nur kurzzeitig Stadtrat. Seit 1853 bekleidete er den Rang eines Majors a. D. Verheiratet war er mit Jeanette Itzig.

## Schriften (Auswahl)
- Erinnerungen aus dem Jahre 1848 (Original im Berliner Stadtmuseum, Sammlung Online)